# Caminus chinensis
Caminus chinensis är en svampdjursart som beskrevs av Lindgren 1897. Caminus chinensis ingår i släktet Caminus och familjen Geodiidae. Inga underarter finns listade i Catalogue of Life.